# 劇場版 仮面ライダードライブ サプライズ・フューチャー
『劇場版 仮面ライダードライブ サプライズ・フューチャー』（げきじょうばん かめんライダードライブ サプライズ フューチャー）は、2015年8月8日より東映系で公開された、日本の映画作品。同時上映作品は『手裏剣戦隊ニンニンジャー THE MOVIE 恐竜殿さまアッパレ忍法帖!』。
キャッチコピーは「ついに究極のクライマックス!」「未来に、希望はあるのか。仮面ライダードライブは、人類を滅ぼす〈悪魔〉だった。」。

## 概要
特撮テレビドラマ『仮面ライダードライブ』初の単独劇場版作品。本作品はテレビシリーズ第40話と第41話との間の物語であることが公式に言及されており、同時にテレビシリーズの根幹を揺るがすストーリーが展開される。また本作品の公開時期には競合作品が多数存在したことから、従来のように映画独自の売りを前面に押し出すよりも、テレビシリーズの視聴者を映画に誘導することが目指された。監督は『仮面ライダー×仮面ライダー ドライブ&鎧武 MOVIE大戦フルスロットル』『スーパーヒーロー大戦GP 仮面ライダー3号』に続き柴﨑貴行が担当する。
作中にはメルセデス・ベンツとのコラボレーションにより、新型スポーツカーのメルセデスAMG・GTをベースとしたネクストライドロンが登場する。冒頭のネクストライドロン初登場シーンは東京モード学園のコクーンタワーで撮影された。同所はハリウッド映画が撮影を断られたという噂が存在したが、本作品では東映に学園の卒業者がいたため撮影が許可された。この他仮面ライダー側の新マシンとしてプロトトライドロンも登場するほか、大型双腕建機ASTACOの登場や那須クラシックカー博物館での撮影が行われるなど、自動車の登場にこだわった作品となっている。
ゲストとして泊進ノ介の息子である泊エイジ役に真剣佑、売れっ子アイドルの花咲未来役に筧美和子、そして、警視庁・参事官の古葉進次役に柳沢慎吾が出演する。
前年に引き続き、劇場版が初出となる新ライダー・新フォーム（本作品では仮面ライダーダークドライブ、仮面ライダー超デッドヒートドライブ、仮面ライダードライブ タイプスペシャル）の登場も踏襲されている他、本作品では次回作『仮面ライダーゴースト』より主役である仮面ライダーゴーストも、テレビシリーズの開始に先駆け登場している。

## あらすじ
泊進ノ介 / 仮面ライダードライブは市民をロイミュードの脅威から守るために日々戦い続けていた。2015年8月6日、港区のエネルギー施設で巨大ロイミュードに向けてトレーラー砲を発射しようとすると突如現れた謎の青年に妨害される。もみ合う最中に発射されたトレーラー砲はなぜか威力が強化されており、巨大ロイミュードのみならず同時にエネルギー施設の爆発を引き起こしてしまう。威力が強化されていた原因はドライブドライバーことベルトさんの異常だったが、その内部には何か制御できないものが確認されていた。
一方、そんな進ノ介を止めようとした青年は進ノ介の息子泊エイジを名乗る。2035年の未来からタイムロードシステムを使ってやってきたエイジは、進ノ介に「ドライブドライバーの暴走をきっかけに、今から1年後の2016年に世界がロイミュードに支配される。その全ての元凶は、クリム・スタインベルトだ」と警告する。バディであるはずのベルトさんが全ての元凶であるという、にわかには信じがたい事実に当惑する進ノ介の前に、同じく未来からやってきた仮面ライダーダークドライブが、2人を抹殺しに立ち塞がる。さらに進ノ介は戦闘中に施設に大被害を与えてしまったことのみならず、現場からも逃走したことを理由に警察から全国指名手配の対象にされてしまう。

## 登場人物
テレビシリーズの登場人物については仮面ライダードライブ#登場人物を参照。
泊 エイジ（）
タイムロードシステムを使って2035年の未来からやってきた青年で、泊進ノ介の実の息子を自称する。進ノ介に対し、クリム・スタインベルトは蛮野天十郎と同じ悪の科学者であること、また仮面ライダードライブがクリム自身とロイミュードの進化の実験台として開発されたもので、人間を騙すためのプログラムが2015年8月5日に解けはじめ、悪の本性を現したクリムとロイミュードによって2016年に人類が支配されると警告し、その元凶とされるドライブドライバーの暴走を止めようとする。
進ノ介に警告を与える一方、自身は一目幼いころに亡くなった父に会いたがっていた。暴走を阻止するためにドライブドライバーの改造と悪の本性のデリートを提案し、一度は納得していない進ノ介に拒否されるも後に和解。ドライバーの改造に必要な膨大な電力を賄える発電施設へと赴き、マッハの足止めやナンバーのない下級ロイミュードの襲撃に遭いながらもこれを潜り抜け、無事に発電施設に着き改造を始めるが、居場所を突き止めたダークドライブの凶弾を受け、進ノ介の手の中で息を引き取る。
ところが物語後半、ベルトさんを破壊した進ノ介の前に再び現れ、自身がエイジの姿をコピーした「ロイミュード108」であること、そしてダークドライブの変身者であるという事実を告げる。本物の泊エイジは2035年当時の仮面ライダードライブの変身者であり、108に襲撃された際に殺害されていたが、進ノ介がタイプスペシャルに変身する際には幻影として現れ、進ノ介と一緒に変身ポーズをとっている。
前述の通り本作品におけるエイジは既に故人であったが、一連の事件を経て歴史が変わった後も、進ノ介の息子として「英志（エイジ）」という名の子が生まれるという事実が、テレビシリーズの最終回にて言及されている。
- 監督の柴﨑は親子で楽しんでほしいという観点から、進ノ介の息子と設定したと述べている。

花咲 未来（）
犯罪期間撲滅週間のキャンペーンに起用された売れっ子タレント。
ドライブと一緒にポスター用の撮影をするために警視庁を訪れるが、進ノ介の指名手配により、半ば中止になりかける。
- 筧美和子が本人役で出演する案も存在したが、キャラクター性が異なるため架空の人物となった。また一日署長のアイドルが指揮をとったため、進ノ介が指名手配されるという展開も考えられていた。

古葉 信次（）
警視庁参事官で、警察の面子にこだわる頭の固い現実主義者である。巨大ロイミュードとの戦闘中、ドライブが付近の施設に大被害を与えたことをきっかけに、進ノ介を全国指名手配犯に指定し、一時特状課も自らの指揮下に置く。
- ゲストアイドルが古葉を演じるという案も存在したが、アイドル要素は花咲未来へ移された。

未来のクリム・スタインベルト
エイジが未来のデバイスで進ノ介とベルトさんに見せた、2035年の記録映像に登場。ロイミュードの身体を得て肉体を再生させたロイミュードの王としてダークドライブと無数の未来型ロイミュードを従え、仮面ライダードライブは正義ではなく自身の野望の捨て石であること、またドライブとロイミュードの戦いも自身の身体を完璧に再生させるためのデータ復旧作業に過ぎないことを告げ、全人類にロイミュードの支配に従うよう演説していた。映像自体は108によって偽造されたものだが、実際に2016年に人類がロイミュードに支配され、クリムがロイミュードの王となる歴史となることは示唆されている。
その正体はロイミュード004が擬態した偽クリムで、腰のドライブドライバーは蛮野の破壊プログラムで悪となったベルトさん本人である。本来の歴史では暴走の後に蛮野の支配プログラムを自ら解除、蛮野とハートたちを出し抜いてロイミュードのトップとして君臨。クリムを名乗って人類の支配を企み、何らかの経緯で再起動した108と行動していたとされるが、2035年の108が2015年の歴史の転換点に介入したため、テレビシリーズは本来の歴史とは違う未来を歩むこととなった。

## 本作品オリジナルの仮面ライダー
数値データは『仮面ライダードライブ超全集』より。

### 仮面ライダーダークドライブ
泊進ノ介を抹殺するため、2035年の未来から送られてきた仮面ライダー。泊エイジに擬態したロイミュード108が変身する。初変身の際はエイジの「Start our Mission.」の言葉にダークドライブが「OK」と呼応し、シフトブレスにシフトネクストスペシャルを装着することにより、ダークドライブのアーマーが一度分解され、変身者にアーマーとドライブドライバーが自動的に装着されて変身完了となる。専用武器であるブレードガンナーを駆使し、正確な近距離・遠距離戦に特化した戦闘を行う。
変身者がいなくとも自動戦闘システムによるオートで遠隔操作によってスーツのみが自律稼働させることができるという特性を持ち、この状態では装着者がいないパワードスーツ兼ロボットとして機能するが、ネクストトライドロンに寄りかかってフィンガースナップで攻撃の指示を出すなど、さも装着者がいるかのように装う仕草も見せている。エイジに成りすました108は、この機能を使ってあたかも自分が追われる身であるかのように見せかけていた。自律稼働状態にあってもドライブやマッハを圧倒する戦闘能力は備えており、タイプトライドロンとすら互角に渡り合うだけの実力を発揮する。一度はタイプトライドロンのトライドロップとマッハのキックマッハーを同時に受けながら、地面に引きずられその摩擦で爆散するが、このとき倒されたのはデータを元にスーツだけが実体化したものでしかなく、爆散した状態からも未来のデバイスによって再構築出来る。
108が正体を現してからは2回直接変身している。108がパラドックスロイミュードに超絶進化するという目的が達成された時点で用済みとなり、ベルトとシフトカーも放棄されたが、これがパラドックスロイミュードの敗因に繋がることとなる。
- 撮影用スーツはアップ・アクション兼用の1着のみである[19][16]。マスクと肩パーツ、胸は新規造形となっている[16]。胸部プロテクターと肩はタイプスペシャルと兼用となっており[19][20]、ブーツと脛、グローブはタイプハイスピードを経てプロトドライブから流用されている[21][16]。胸部はタイプトライドロンと同様にベンツのボンネットフードの意匠が意図的に取り込まれている[16]。

タイプ
タイプネクスト
ダークドライブの基本形態で、シフトブレスにシフトネクストスペシャルを装填して変身する。変身後は胸部にタイプネクストタイヤが斜め向きに装着される。黒を基調とした全身の各所には水色のラインが走っており、装甲にはエッジに沿ってワイヤーフレームのような意匠も見られる。

ツール
ドライブドライバー
未来で開発されたドライブドライバー。シフトブレスとともに形状は現代と同様だが、クリムの意識が内包されていないため、必要最低限の音声対応しかない。普段は自立稼働しているダークドライブに装着されており、変身者の意思に応じて自動的に装着される。
活動停止していた現代の108が落雷で再起動した後、エイジに成りすました108が、その場にシフトネクストスペシャルと共に放棄したが、本性を現す前の偽エイジから教えられた「ドライブドライバーの改造には大量の電力が必要」なことを思い出した進ノ介が、ダークドライブのドライブドライバーに落雷のエネルギーとトライドロンキーのデータをインストールしたことでベルトさんを復活させることに成功する。
その後はタイプスピードと後述のタイプスペシャルへの変身に使用され、さらに時系列上本作品の後に位置するテレビシリーズ第41話以降および『ドライブサーガ 仮面ライダーチェイサー』でも、このドライバーが引き続きドライブへの変身に使用されている。
シフトネクスト
本作品のみに登場するもののみ記載。
シフトネクストスペシャル
未来で開発された変身用のシフトカー。ダークドライブが使用していた際には青かった。ネクスト側は変身時のシフトレバーがないため、シフトデッドヒート同様直接シフトブレスに挿入することで変身する。
ネクストデコトラベラー、ネクストハンター、ネクストビルダー
ダークドライブが使用する未来のシフトカーで、未来型ロイミュードのコアでもある。それぞれ対応する現代の車に融合して出現した未来型ロイミュードが運転手としてコントロールする。形状はそれぞれデコトラベラー・ジャスティスハンター・シフトテクニックに準じたものとなっている。
ブレードガンナー
ダークドライブ専用武器。ブレイクガンナーの上部にハンドル剣の切先が合体したような形状をしている。使用時はタイプネクストタイヤから取り出される。
銃撃と斬撃の両面に用いられ、さらに逆手持ちにすることで剣の柄部分による打撃も可能とする。
- 撮影用プロップはアクション用が1本制作された。

必殺技
ブレードガンナー（ネクスト）
ドライブドライバーのキーを捻り、シフトブレスのボタンを押すことで「ネクスト！」の音声と共に発動。ブレードガンナーから水色のエネルギー刃を飛ばし、敵を斬り裂く。

### 仮面ライダー超デッドヒートドライブ
泊進ノ介が変身するドライブの半身装甲形態。変身にはチェイスのマッハドライバー炎と、トライドロンキーが使用されるため、ドライブのバリエーション（タイプ）とはならない。『仮面ライダードライブ超全集』では名称をドライブ超デッドヒートと記述している。
魔進チェイサーの身体にドライブ タイプスピードの頭部を組み合せたような姿を持ち、装甲はタイプスピードに合わせて赤くなっている。これはキー内のドライブのデータと、ドライバー内のチェイサーのデータが組み合わされているためである。また頭部は中央を境に右側が赤、左側が黒くなっており、左側は機械のようなパーツが露出しているなど、全体的にアンシンメトリーな外観となっている。急場凌ぎの形態のため戦闘能力は低く、スペックは仮面ライダープロトドライブにも劣るが、進ノ介の戦闘経験でカバーしており、マッハドライバー炎上部のブーストイグナイターを連打して稼働限界ギリギリの状態にすることでドライブ タイプデッドヒートのように身体から熱蒸気を噴出して高速移動し、高熱を纏って打撃の威力を上昇させることも可能。ネクストデコトラベラーが憑依した大型トラックの突進を片手で受け止めるほどの怪力も持ち合わせている。
108が変身したダークドライブとの決戦の際には、圧倒的なスペックの差により終始劣勢に追い込まれ、最終的にはダークドライブのブレードガンナーによる連続攻撃を喰らったことでマスクの左眼・マルチハイビームアイを破壊され、変身解除へと追い込まれた。
- 撮影用スーツはボディーは魔進チェイサーの色替え、マスクはプロトドライブのものをそれぞれ改造している[19][28]。換装式の破壊された眼やその破片、破壊された口元のディテールパーツが制作された[28]。マッハドライバー炎のプロップは仮面ライダーチェイサーのものを流用している[19][28]。その後、マスクはゴルドドライブ用に改造され[30]、スーツは魔進チェイサーに戻された[31][28]。
- 脚本を担当した三条陸は、『仮面ライダーV3』のライダーマンや『星雲仮面マシンマン』のマシンマンのように顔の一部が露出した姿をイメージしており、脚本では「半身装甲」という表現を用いていた[32]。

ツール
マッハドライバー炎
進ノ介を庇い、戦闘不能となったチェイスからシグナルチェイサーと共に渡された。しかしシグナルチェイサーでは変身できず、急遽所持していたトライドロンキーを使用して超デッドヒートドライブに変身した。
仮面ライダーチェイサーの開発時に機能が拡張されており、スロットに入力されたデータとドライバー内部に保存されたデータを組み合わせることで、新たな仮面ライダーを生成できるようになっていた。
トライドロンキー
ドライブとベルトさんの今までのすべての戦闘データやクリムの意識といった、ドライブドライバーのバックアップを内包する特殊なバックアップキー。「R」のマークを押すことでトライドロンの遠隔操作も可能。マッハドライバー炎に挿し込んだ際、シフトデッドヒート同様「シグナルバイクシフトカー！」の音声が流れる。パネルを下げることで「ライダー！超！デッドヒート！」の音声が流れ、仮面ライダー超デッドヒートドライブに変身する。
108がその場に放棄した未来のドライブドライバーにデータをインストールした際、キーも役目を終えたかのように消滅した。
- ベルト装填用と小道具のプロップが制作された。

必殺技
バーニングスマッシュマッハー
キックマッハーやチェイサーエンドと同様の手順で発動。各部の装甲を赤熱化させ、強烈なパンチを叩き込む。

### 仮面ライダードライブ タイプスペシャル
泊進ノ介が変身する、ドライブの新たな特殊強化形態。変身には復活させた未来のドライブドライバーを使用し、シフトブレスにはシフトネクストスペシャルが装填される。タイヤ交換や射出などのサポートはネクストライドロンが行う。
大まかな外観はタイプネクストに近似しているが、身体に走るラインは黄色く頭部は現代のドライブにより近い形状となっており、シフトブレスのシフトリストバンドが黒くなっているほか、シフトホルダーにはシフトスピード、シフトワイルド、シフテクニックの3台が装填されている。変身後は胸部にタイプスペシャルタイヤが斜め向きに装着される。ハンドル剣やドア銃だけでなく、ゼンリンシューターやシンゴウアックスといったネクストシステムの武器も使用可能。内蔵されたエンジン「コア・ドライビア-F」は旧型の2倍以上の出力を持ち、圧縮エネルギーを表面に展開した手足から放つ攻撃はプラズマを帯びる。加えて未来のドライブの力を手に入れたことにより、パラドックスロイミュードの「永遠のグローバルフリーズ」の影響を一切受けずに行動できるという特性も持ち合わせている。
劇中では披露されていないが、ダークドライブ同様に装着者がいない状態でも自動で戦闘が可能である。
- 撮影用スーツは新規造形で、胸プロテクター部分・ディストロニックカウルと肩・G-プラズマディフレクターはダークドライブと共用である[19][20]。

ツール
シフトネクストスペシャル
ダークドライブが使用していたものをそのまま使用しており、放棄されたシフトカーを霧子が回収、マッドドクターの治療能力を応用して再調整（チューニング）を施したことで、黄色となり、現代のドライブでも適応できるようになった。

必殺技
スペシャルドロップ
天高く打ち上げられた敵の周囲をネクストライドロンが飛び回り、青いエネルギーフィールドを形成しこれを拘束。そこにドライブ自身が電撃を纏い、ドリルのように回転しながら跳び蹴りを叩き込む。

## 本作品オリジナルのメカニック
ネクストライドロン
未来で開発された次世代型のトライドロン。当初はロイミュード108が変身するダークドライブによって運用されていたが、ロイミュード108はパラドックスロイミュードへと進化するとダークドライブの装備を放棄したため、以後はドライブ タイプスペシャルによって運用された。
次世代型V8エンジンをベースとしたコア・ドライビア-Vをエンジンに据え、黒い車体には膨大なエネルギーを内包した青いラインE-ブルーフレームが走っている。
外見上は目立った武装は施されていないが、状況に応じてリトラクタブルウェポンとよばれるビーム砲を生成し、高い火力による高圧縮エネルギー弾の砲撃を行う。トライドロンと同様にドライブのタイヤを形成・射出する機能も搭載されており、ドライブドライバーが再起動した際はこの車両からドライブに向けてタイヤが射出され、必殺技の際も援護を行っている。重力制御装置によって垂直走行が可能。
- 撮影用車両はメルセデスAMG・GTの日本国内仕様1号車をベースとしている。

プロトトライドロン
初代ドライブピットに保管されていたトライドロンの試作機。プロトドライブのそれに準じたカラーリングが施されており、一部の装備や変形機構もオミットされている。運動性能はトライドロンと同等だが、長時間の戦闘に耐えることが出来ない。居場所を突き止めたダークドライブから逃げるために使用されるが、ネクストライドロンとのカーチェイスの末に大破。しかし車体を破壊されてなお、キャビン部分には動力とタイヤが備えられており、この状態でもしばらくの間走行を続けていた。また、操縦者の進ノ介には大きな怪我がなく、試作機の段階で堅牢な構造が確立していたことがうかがえる。
- 企画段階では別の車両を登場させる予定であったが、クランクイン直前で使用できなくなり、監督の柴﨑貴行の提案により急遽用意された。撮影用車両はトライドロンにラッピングを施したもので、そのため映画の撮影期間中はテレビシリーズの撮影にトライドロンを使用できず、プロデューサーの大森敬仁はスケジュール調整に苦労したと述べている。

## 本作品オリジナルの怪人
011を除き各体とも共通して、特殊能力を発揮したりする際にはダークドライブと同様に、体表に青い幾何学模様が浮かび上がる特性を持つ。
未来型ロイミュード
胸部のプレートに「---」と書かれた下級ロイミュード。未来型シフトカーを媒介にして生み出され、ダークドライブの部下として活動する。下級とはいえ戦闘力は現代のそれと比べて高く、スパイダー型はデッドヒートマッハと互角に戦い、コブラ型は超デッドヒートドライブをぎりぎり追い詰めるに至った。エイジ（108）が進ノ介とベルトさんに見せた2035年の映像では無数に存在しており、巨大バット型と巨大コブラ型も確認できるが、正体を現した108はこの映像も嘘であることを進ノ介に語っている。
劇中では2015年8月5日にコブラ型が2体、スパイダー型が1体、バット型が1体と計4体が登場。ネクストデコトラベラーが生み出したコブラ型とバット型はデコトラの運転手2人に擬態、バット型は超デッドヒートドライブ、コブラ型は仮面ライダーゴーストに倒され、ネクストハンターが生み出したスパイダー型は警察官に擬態、デッドヒートマッハに倒され、ネクストビルダーが生み出した2体目のコブラ型はロボットのように変形させた双腕重機を操るもチェイサーに倒された。

ロイミュード011
バット型の下級ロイミュード。当初よりロイミュード暴走体の状態で登場し、2015年8月6日の仮面ライダードライブと交戦して港区ネオエネルギー施設に墜落後、破壊プログラムで暴走したベルトさんが放ったタイプフォーミュラのトレーラーインパクトで撃破されたが、その際に近くのエネルギー施設を巻き込んで大爆発を起こしてしまったことが、進ノ介が指名手配犯として追われる原因となってしまった。後に未来から来た108の計画に利用されていたことが判明する。

ロイミュード108
オリジナルナンバーで最後に作られた、スパイダー型の下級ロイミュード。蜘蛛の足のような首周りの色は黒。エイジに擬態した際の一人称は「僕」、正体を現した後は壮年の男性の声で「私」となる。
全ロイミュードの中で最も階級が低い最下級だが進化前の時点で、ハートとチェイスに「制御不能の破壊者」と言わしめるほどの荒い気性を備える。一方で蛮野と004によるベルトさんの暴走とその時期、暴走した011をも利用して、最も厄介とするベルトさんと仮面ライダーと人間の絆を断ち切ろうと画策したり、本物の泊エイジから奪った未来のドライブシステムとデバイス、ダークドライブの自律稼働機能などを利用し、8割の真実に2割の嘘を混ぜて進ノ介とベルトさんを欺くなど、狡猾な知能犯としての面も持ち合わせる。またベルトさんの破壊によって半ば目論見が成功するや、エイジの姿で進ノ介にすべての真相を明かした上で嘲笑うなど、悪辣かつ残忍冷酷な面も見せていた。
最初のグローバルフリーズの際にプロトドライブとシフトカーによって撃破されており、2015年時点ではその気性の荒さからハートたちからも見切りを付けられ、彼らによって港区ネオエネルギー施設に幽閉され、永遠のグローバルフリーズの実験体にされていた。復活の経緯は語られていないが2035年時点で復活を遂げ、エイジに擬態した後現代の108と融合するためにタイムロードシステムで現代（2015年8月6日）へと出現。「永遠のグローバルフリーズ」を引き起こし、世界を未来永劫完全に支配しようと企む。

パラドックスロイミュード
過去（2015年）と未来（2035年）のロイミュード108が融合した超絶進化態。元来の黒い体色に超進化態の金色が混在した外見をしており、目も右が赤、左が青のオッドアイとなっている。超絶進化したと豪語するだけあって、たった1体で地球全体を重加速力場で包むことはおろか、その上でパラドックス以外の全てを完全に静止させる「永遠のグローバルフリーズ」を発生させるなど、ハートたちの超進化態をはるかに凌ぐ最強のロイミュードとして絶大な力を発揮する。
戦闘能力も非常に高く、右腕から放つ光弾は一撃でデッドヒートマッハを変身解除に追い込んでいる。それだけに留まらず、右腕を巨大な銃器や伸縮自在な鉤爪状に変化させ、より強力なエネルギー波や斬撃などで遠距離への攻撃も出来る他、タイプスペシャルとの交戦時にはハンドル剣をデータ化し、吸収して右手に鉤爪を出現させるといった能力も使用している。
ドライブの復活後も「クリムの人形で歴史の中の小石に過ぎない」とこれを追い詰めながらも、「自身が小石で正義の塊ならつまずいた悪の未来は変わるかもしれない可能性」を信じる彼の心を屈服させることは出来ず、霧子とマッドドクターのチューニングによるシフトネクストスペシャルがドライブの手に渡ったことで形勢が逆転。最期はタイプスペシャルのスピードロップ・タイプスペシャルの前に散った。
- モチーフが「パラドックス（矛盾）」「過去と未来のタイムライン」のため、顔が交差した首の前後にある。「未来」が正面の顔、「過去」が後ろにある顔、と二つの顔があることで矛盾を表している。超進化態の色である金色になったのは偶然の一致だが、未来の色としての金色となっているため、金色の部分が多い正面の顔となっている。それに対して過去の色は黒色で、黒の部分が多い、目が埋まった苦悩の顔となっている。
- 本作品での新規造形物は仮面ライダー側に重点が置かれたため、新規怪人は1体に留められた。

『仮面ライダー×スーパー戦隊 超スーパーヒーロー大戦』
地獄大使（黒）やスペースイカデビルなどとともにショッカーの怪人として登場。
『仮面ライダージオウ』
テレビシリーズのEP45にて、アナザードライブの正体として登場。作中ではオーラに擬態してウールを混乱させるなど、本作品と同様に重加速や擬態能力を備えていることを窺わせる描写も盛り込まれている。

## 設定・用語
ブースターライドクロッサー
ライドクロッサーとライドブースターの合体形態。

初代ドライブピット
クリム・スタインベルトが最初に建造した基地。ベルトさんは、2015年8月8日まで決して開けてはいけないようにという約束で、進ノ介に初代ドライブピットの場所の地図を記した招待状を渡す。
- 撮影は那須クラシックカー博物館で行われた。プロトトライドロン以外の車両は博物館の展示物である。

## キャスト
- 泊進ノ介 / 仮面ライダードライブ[注釈 8] - 竹内涼真
- 詩島霧子 - 内田理央
- チェイス / 仮面ライダーチェイサー - 上遠野太洸
- 詩島剛 / 仮面ライダーマッハ - 稲葉友
- 沢神りんな - 吉井怜
- 西城究 - 浜野謙太
- 追田現八郎 - 井俣太良
- ブレン - 松島庄汰
- メディック - 馬場ふみか
- ハート - 蕨野友也
- クリム・スタインベルト / ベルトさんの声 - クリス・ペプラー
- 泊エイジ - 真剣佑
- 花咲未来 - 筧美和子
- トラッカー - 塚地武雅（ドランクドラゴン）、高橋健一（キングオブコメディ）
- マネージャー - 加藤泰平（テレビ朝日アナウンサー）
- 島﨑映次
- 袴田裕幸
- 服部桂吾
- 西祐一郎
- 水沢芽瑠
- 古葉信次 - 柳沢慎吾（特別出演）
- 本願寺純 - 片岡鶴太郎

### 声の出演
- パラドックスロイミュード・ロイミュード108 - 小山力也[46]
- 仮面ライダーゴースト - 西銘駿[47][注釈 9]『仮面ライダーゴースト』

### スーツアクター
- 仮面ライダードライブ[2]、仮面ライダーゴースト[49] - 高岩成二
- 渡辺淳
- 今井靖彦
- 仮面ライダーダークドライブ[2] - 岡田和也
- 縄田雄哉
- 佐藤太輔
- 喜多川2tom
- 渡辺実
- 渡邉昌宏
- 大林勝
- おぐらとしひろ
- 村井亮
- 大岩剣也
- 内川仁朗
- 神前元
- 寺本翔悟
- 北村海
- 井口尚哉
- 榮男樹
- 勝呂学
- 田中領
- 田中慶
- 御前伸幸
- 寒川祥吾
- 隈本秋生
- 松岡千尋
- 関谷健利
- 草野伸介
- 松本直也
- 藍田将太
- 上平田結花

## スタッフ
- 原作 - 石ノ森章太郎
- 脚本 - 三条陸
- 音楽 - 鳴瀬シュウヘイ、中川幸太郎
- 製作 - 鈴木武幸（東映）、平城隆司（テレビ朝日）、高木勝裕（東映アニメーション）、間宮登良松（東映ビデオ）、高木智悌（アサツー ディ・ケイ）、松田英史（東映エージエンシー）、垰義孝（バンダイ）
- 企画 - 白倉伸一郎（東映）、林雄一郎（テレビ朝日）、鷲尾天（東映アニメーション）、加藤和夫（東映ビデオ）、波多野淳一（アサツー ディ・ケイ）、疋田和樹（東映エージエンシー）、小野口征（バンダイ）
- 撮影 - 倉田幸治
- 照明 - 斗沢秀
- 美術 - 大嶋修一
- 録音 - 堀江二郎
- 編集 - 須永弘志
- 整音 - 曽我薫
- スクリプター - 渋谷康子
- 助監督 - 茶谷和行
- 制作担当 - 中島嘉隆
- ラインプロデューサー - 道木広志
- Bカメラ - 宮崎悟郎
- FO - 古谷津実海
- キャラクターデザイン - 田嶋秀樹・伊津野妙子（石森プロ）、小林大祐・鶴巻卓也（PLEX）
- クリーチャーデザイン - 竹谷隆之、桂正和
- 助監督 - 塩川純平、浦弘之、齊藤崇浩
- プロデューサー補 - 小髙史織
- ラインプロデューサー補 - 下前明弘
- 制作応援 - 千葉耕蔵
- 制作デスク - 宮地みどり
- 音響効果 - 大野義彦
- 絵コンテ - なかの★陽
- 仮面ライダーゴースト
  - 演出協力 - 諸田敏
  - アクション監督 - 宮崎剛（ジャパンアクションエンタープライズ）
  - プロデュース協力 - 高橋一浩（東映）
- 製作プロダクション - 東映テレビ・プロダクション
- スーパーバイザー - 小野寺章
- エグゼクティブプロデューサー - 佐々木基（テレビ朝日）
- プロデューサー - 大森敬仁・望月卓（東映）、菅野あゆみ
- 特撮監督 - 佛田洋（特撮研究所）
- アクション監督 - 石垣広文（ジャパンアクションエンタープライズ）
- 劇場版「ドライブ・ニンニンジャー」製作委員会（東映、テレビ朝日、東映アニメーション、東映ビデオ、アサツー ディ・ケイ、東映エージエンシー、バンダイ）
- 監督 - 柴﨑貴行
- 配給 - 東映[注釈 1]

## 音楽
主題歌「re-ray」
作詞・作曲 - 松岡充 / 編曲 - tatsuo、鳴瀬シュウヘイ / 歌 - Mitsuru Matsuoka EARNEST DRIVE
タイトルは「Reflective ray（反射光線）」を意味している。また松岡充は、本作品の制作発表会見に登場した際のコメントの中で「リレー競争でのバトンをつないでいく」という意味も込められていると述べている。
挿入歌「SURPRISE-DRIVE」
作詞 - 藤林聖子 / 作曲・編曲 - tatsuo / 歌 - Mitsuru Matsuoka EARNEST DRIVE

## 1分間ストーリー
『『劇場版 仮面ライダードライブ サプライズ・フューチャー』公開記念！ 1分間ストーリー』は、2015年7月19日から8月9日までテレビシリーズ内にて放送された、全4話の短編である。作中では泊エイジも登場し、西暦2035年時点でのエピソードが語られる。
| 話数    | サブタイトル                           | 放送日         | テレビシリーズ放送話 |
| ------- | -------------------------------------- | -------------- | -------------------- |
| 第1/4話 | クリム・スタインベルトの真意はなにか   | 2015年 7月19日 | 第38話               |
| 第2/4話 | 2035年の未来はどんな世界なのか         | 7月26日        | 第39話               |
| 第3/4話 | 時間の道を開くのはだれか               | 8月2日         | 第40話               |
| 第4/4話 | 泊エイジはいつの時代にたどり着いたのか | 8月9日         | 第41話               |

## 映像ソフト化
2016年1月6日発売。Blu-ray / DVDでリリース。それまで映画公開前に発売されていたメイキングDVDは、本作品よりコレクターズパックの映像特典として収録される形になっており、本作品以降もこの方式が踏襲されるようになった。
- 劇場版 仮面ライダードライブ サプライズ・フューチャー ［ブルーレイ＋DVD］（2枚組）
  - ディスク1：本編Blu-ray
  - ディスク2：本編DVD
    - 映像特典（ディスク1、ディスク2共通）
      - TRAILER
- 劇場版 仮面ライダードライブ サプライズ・フューチャー コレクターズパック（2枚組）
  - ディスク1：本編ディスク（［ブルーレイ＋DVD］の各ディスクと共通）
  - ディスク2：特典ディスク（Blu-ray版はBlu-ray、DVD版はDVDで収録）
    - メイキング
    - 製作発表会見
    - 完成披露スペシャルイベント
    - 完成披露上映会舞台挨拶
    - 公開初日舞台挨拶
    - TV SPOT
    - DATA FILE
    - POSTER GALLERY

  - 初回限定特典
    - 特製スリーブケース

## 評価
全国297スクリーンで公開され、2015年8月8・9日の初日2日間で興収2億1,328万9,350円・動員17万1,297人を記録し、映画観客動員ランキング（興行通信社調べ）で初登場第6位を獲得した。

## 他媒体展開

### オリジナルビデオ
『ドライブサーガ 仮面ライダーチェイサー』
2016年4月20日発売。『仮面ライダードライブ』のスピンオフ作品。本作品とテレビシリーズ第41話の間に起きた出来事として位置付けられており、作中では本作品で起きたベルトの変化についても触れられている。

### 他映画
『仮面ライダー×スーパー戦隊 超スーパーヒーロー大戦』（2017年3月25日公開）
仮面ライダーシリーズとスーパー戦隊シリーズのクロスオーバー作品。パラドックスロイミュード、仮面ライダーダークドライブが登場。

### テレビシリーズ
『仮面ライダージオウ』
EP45にパラドックスロイミュードが登場。